# Sadarsa tenuis
Sadarsa tenuis là một loài bướm đêm trong họ Noctuidae.